# Mesure de Plancherel
En mathématiques, la mesure de Plancherel est une mesure définie sur l'ensemble des représentations unitaires irréductibles d'un groupe localement compact {\displaystyle G}, qui décrit comment la représentation régulière se décompose en représentations unitaires irréductibles. Le terme mesure de Plancherel est appliqué plus spécifiquement quand le groupe {\displaystyle G} est le groupe symétrique fini {\displaystyle S_{n}}. Il porte le nom du mathématicien suisse Michel Plancherel connu pour ses travaux sur la théorie des représentations.

## Groupes finis
Soit {\displaystyle G} un groupe fini. On note {\displaystyle G^{\wedge }} l'ensemble de ses représentations irréductibles. La mesure de Plancherel sur l'ensemble {\displaystyle G^{\wedge }} est définie par
{\displaystyle \mu (\pi )={\frac {(\mathrm {dim} \,\pi )^{2}}{|G|}},}
où {\displaystyle \pi \in G^{\wedge }}, et où {\displaystyle \mathrm {dim} \pi } est la dimension de la représentation irréductible {\displaystyle \pi }.

## Groupe symétrique
Un cas particulier important est le cas du groupe symétrique fini {\displaystyle S_{n}}, où {\displaystyle n} est un entier positif. Pour ce groupe, l'ensemble {\displaystyle S_{n}^{\wedge }} des représentations irréductibles est en bijection naturelle avec l'ensemble des partitions entières de {\displaystyle n}. La dimension d'une représentation irréductible associée à une partition entière {\displaystyle \lambda }, est égale à {\displaystyle f^{\lambda }}, le nombre de tableaux de Young standard de forme {\displaystyle \lambda } ; dans ce cas, la mesure de Plancherel est souvent considérée comme une mesure sur l'ensemble des partitions entières d'ordre n, donnée par
{\displaystyle \mu (\lambda )={\frac {(f^{\lambda })^{2}}{n!}}}.
Le fait que la somme de ces probabilités est égale à 1 découle de l'identité combinatoire
{\displaystyle \sum _{\lambda \vdash n}(f^{\lambda })^{2}=n!,}
ce qui correspond au caractère bijectif de la correspondance Robinson-Schensted .

### Connexion avec la plus longue sous-suite croissante
La mesure de Plancherel apparaît naturellement dans des problèmes combinatoires et probabilistes, notamment dans l'étude de la plus longue sous-suite croissante d'une permutation aléatoire {\displaystyle \sigma }. En raison de son importance dans ce domaine, le terme mesure de Plancherel se réfère presque exclusivement au cas du groupe symétrique {\displaystyle S_{n}}.
Soit {\displaystyle L(\sigma )} la longueur d'une plus longue sous-suite croissante d'une permutation aléatoire {\displaystyle \sigma } dans {\displaystyle S_{n}} choisie selon la distribution uniforme. Soit {\displaystyle \lambda } la forme des tableaux de Young de {\displaystyle \sigma } par la correspondance Robinson-Schensted. Alors on a l'identité suivante :
{\displaystyle L(\sigma )=\lambda _{1}},
où {\displaystyle \lambda _{1}} est la longueur de la première ligne de {\displaystyle \lambda }. De plus, le fait que la correspondance Robinson-Schensted est bijective, implique que la distribution de {\displaystyle \lambda } est exactement la mesure de Plancherel sur {\displaystyle S_{n}}. Ainsi, pour comprendre le comportement de {\displaystyle L(\sigma )}, il est naturel de considérer {\displaystyle \lambda _{1}} pour {\displaystyle \lambda } choisi selon la mesure Plancherel en {\displaystyle S_{n}}, puisque ces deux variables aléatoires ont la même distribution de probabilité.

### Mesure de Plancherel «poissonnisée»
La mesure de Plancherel est définie sur {\displaystyle S_{n}} pour tout entier {\displaystyle n}. Dans diverses études sur le comportement asymptotique de {\displaystyle L(\sigma )} quand {\displaystyle n\rightarrow \infty }, il s'est avéré utile d'étendre la mesure à une mesure, dite mesure « poissonisée » de Plancherel, sur l'ensemble {\displaystyle {\mathcal {P}}^{*}} de toutes les partitions entières. Pour tout {\displaystyle \theta >0}, la mesure poissonisée de Plancherel de paramètre {\displaystyle \theta } sur l'ensemble {\displaystyle {\mathcal {P}}^{*}} est définie par
{\displaystyle \mu _{\theta }(\lambda )=e^{-\theta }{\frac {\theta ^{|\lambda |}(f^{\lambda })^{2}}{(|\lambda |!)^{2}}},}
pour tout {\displaystyle \lambda \in {\mathcal {P}}^{*}}.

### Processus de croissance Plancherel
Le processus de croissance de Plancherel est une suite aléatoire de tableaux de Young {\displaystyle \lambda ^{(1)}=(1),\lambda ^{(2)},\lambda ^{(3)},\ldots ,} tels que chaque {\displaystyle \lambda ^{(n)}} est un diagramme de Young aléatoire d'ordre {\displaystyle n} dont la distribution de probabilité est la n-ième mesure de Plancherel, et chaque {\displaystyle \lambda ^{(n)}} est obtenu depuis son prédécesseur {\displaystyle \lambda ^{(n-1)}} par l'ajout d'une seule case, selon la probabilité de transition
{\displaystyle p(\nu ,\lambda )=\mathbb {P} (\lambda ^{(n)}=\lambda ~|~\lambda ^{(n-1)}=\nu )={\frac {f^{\lambda }}{nf^{\nu }}},}
pour des diagrammes de Young {\displaystyle \nu } de taille {\displaystyle n-1} et {\displaystyle \lambda } de taille {\displaystyle n}.
Le processus de croissance de Plancherel peut ainsi être considéré comme un couplage naturel des différentes mesures de Plancherel de tous les groupes symétriques, ou aussi comme une marche aléatoire sur le treillis de Young. Il n'est pas difficile de montrer que la distribution de probabilité de {\displaystyle \lambda ^{(n)}} dans cette marche coïncide avec la mesure de Plancherel sur {\displaystyle S_{n}}.

## Groupes compacts
La mesure de Plancherel pour les groupes compacts est similaire à celle pour les groupes finis, sauf que la mesure n'est pas nécessairement finie. Le dual unitaire est un ensemble discret de représentations de dimension finie, et la mesure de Plancherel d'une représentation de dimension finie irréductible est proportionnelle à sa dimension.

## Groupes abéliens
Le dual unitaire d'un groupe abélien localement compact est un autre groupe abélien localement compact, et la mesure de Plancherel est proportionnelle à la mesure de Haar du groupe dual.

## Groupes de Lie semi-simples
La mesure de Plancherel pour les groupes de Lie semi-simples a été déterminée par Harish-Chandra. Le support est l'ensemble des représentations tempérées, et en particulier les représentations unitaires n'ont pas besoin d'apparaître toutes dans le support.
Soit {\displaystyle G} un groupe réductif réel. On considère la représentation régulière (par multiplication à gauche et à droite) de {\displaystyle G\times G} sur {\displaystyle H=L^{2}(G,\mu _{G})}, c'est-à-dire l'espace vectoriel des fonctions de carré intégrable par rapport à la mesure de Haar. Il existe une décomposition intégrale
{\displaystyle H=\int _{\widehat {G}}H_{\omega }d\mu _{\widehat {G}}(\omega ),}
où {\displaystyle {\widehat {G}}} est le groupe dual, c'est-à-dire le groupe des classes d'équivalence des représentations irréductibles de {\displaystyle G} et {\displaystyle H_{\omega }=\omega \otimes \omega ^{*}}.
La mesure {\displaystyle d\mu _{\widehat {G}}} définie par cette décomposition sur le groupe dual {\displaystyle {\widehat {G}}} est la mesure de Plancherel. La décomposition et donc la mesure de Plancherel ont été explicitement décrites par Harish-Chandra. Il a notamment prouvé que le support de {\displaystyle d\mu _{\widehat {G}}} est contenu dans le sous-espace des représentations tempérées.